# Хансен, Джеймс
Джеймс Эдвард Хансен (англ. James Edward Hansen; род. 29 марта 1941) — американский профессор факультета экологии и изучения Земли Колумбийского университета. Хансен широко известен благодаря его климатическим исследованиям. Его обращение к конгрессу США об угрозе изменения климата в 1988 году стало отправной точкой в борьбе против глобального потепления. Хансен предупреждал о необходимости быстрых действий чтобы избежать негативных последствий для всей планеты. В последние годы Хансен активно выступает за необходимость действий по предотвращению необратимых изменений климата, во время акций протеста неоднократно арестовывался.
Член Национальной академии наук США (1996).

## Биография
После окончания университета Джеймс Хансен продолжил работать над моделями теплопередачи излучением, стараясь понять атмосферу Венеры. Позже он применил и доработал эти модели для атмосферы Земли, учитывая эффекты аэрозолей и парниковых газов на климат Земли. Разработанные Хансеном модели стали основой для понимания климатических механизмов Земли. В 2009 году была опубликована его первая книга — «Бури моих внуков» (Storms of My Grandchildren) и статья «Глаз бури» в журнале Nature.
C 1981 по 2013 год возглавлял в НАСА Институт космических исследований имени Годдарда.
В 2013 году топ-климатологи Калдейра, Эмануель, Хансен и Уигли обратились через СМИ к руководителям крупнейших держав с призывом поддержать развитие более безопасных ядерно-энергетических технологий и отказаться от неприятия атомной энергетики.

## Награды и отличия
- Медаль Роджера Ревелла (2001)
- Премия Дэна Дэвида (2007)
- Премия Лео Силарда (2007)
- Лекция Бьеркнеса (Bjerknes Lecture), Американский геофизический союз (2008)
- Медаль Невады (2009)
- Carl-Gustaf Rossby Research Medal[англ.] Американского метеорологического общества (2009)
- Премия Голубая Планета (2010)
- Премия Софии (2010)
- Stephen H. Schneider Award for Outstanding Climate Science Communication (2012)
- Edinburgh Medal[англ.] (2012)
- Премия Риденаура (2013)
- BBVA Foundation Frontiers of Knowledge Award (2016)
- Премия Тан (2018)